# دانشگاه پورتسموث
دانشگاه پورتسموث (به انگلیسی: University of Portsmouth) یکی از دانشگاه‌های کشور انگلستان (بریتانیا) است که در شهر پورتسموث قرار دارد.

## تاریخچه
در سال ۱۹۹۲ میلادی تأسیس شد. این دانشگاه عضو اتحاد دانشگاه‌های انگلیس است.
این دانشگاه در ابتدا به عنوان پورتسموث و مدرسه Gosport علم و هنر در سال ۱۸۶۹ تأسیس شد. با توجه به وابستگی به حمل و نقل و تجارت به شهر، عملکرد اصلی این دانشکده به آموزش مهندسین و کارگران ماهر که در اسکله شهر و همچنین در نیروی دریایی سلطنتی، کارخانه کشتیسازی واقع در پورتسموث بود به کار می‌رفت. با این حال، با توجه به کاهش حمل و نقل و جمعیت پس از جنگ جهانی دوم، زمانی که swathes بزرگ شهر توسط بمب‌گذاری در آلمان ویران شد، کالج مجبور شد برای تنوع بخشیدن به برنامه درسی و تدریس آن به منظور جذب دانشجویان جدید.
در گسترش آموزش عالی بریتانیا در دهه شصت میلادی کالج پلی تکنیک پورتسموث تغییر نام داد.
گسترش دانشگاه پلی تکنیک ادامه پیدا کرد و در اواخر دهه هشتاد میلادی به یکی از بزرگترین دانشکده‌های صنعتی انگلستان شناخته شد.

## سازمان و ساختار
دانشکده مهندسی و فناوری
دانشکده مهندسی عمران و نقشه‌برداری
دانشکده علوم کامپیوتر
مؤسسه کیهان شناسی و گرانش
دانشکده فنی و مهندسی
گروه ریاضی
دانشکده علوم
دانشکده علوم زمین
دانشکده علوم زمین و محیط زیست
گروه جغرافیا
آکادمی دندانپزشکی
دانشکده علوم بهداشت و درمان و مددکاری اجتماعی
دانشکده داروسازی و علوم پزشکی
گروه روانشناسی
گروه ورزش و علوم ورزش
دانشکده علوم انسانی و اجتماعی
مؤسسه مطالعات عدالت کیفری
دانشکده مطالعات آموزش و پرورش
دانشکده زبان‌ها و مطالعات منطقه‌ای
دانشکده مطالعات اجتماعی، تاریخی، و ادبی